# 北陸冬物語
「北陸冬物語」（ほくりくふゆものがたり）は、2009年6月3日に発売された沢田美紀の7枚目のシングル。

## 収録曲
1. 北陸冬物語
2. 北陸冬物語（オリジナルカラオケ）
3. 北陸冬物語（男性用キーカラオケ）
4. 哀しみの輪舞
5. 哀しみの輪舞（オリジナルカラオケ）
6. 哀しみの輪舞（男性用キーカラオケ）

| スタブアイコン | サブスタブ | この項目は、まだ閲覧者の調べものの参照としては役立たない、シングルに関連した書きかけの項目です。この項目を加筆・訂正などしてくださる協力者を求めています（P:音楽/PJ:楽曲）。 |